# Survivor Series 2016
Survivor Series (2016) was een professioneel worstel-pay-per-view (PPV) en WWE Network evenement dat georganiseerd werd door WWE voor hun Raw en SmackDown bands. Het was de 30ste editie van Survivor Series en vond plaats op 20 november 2016 in het Air Canada Centre in Toronto, Ontario, Canada. Dit was de eerste Survivor Series evenement dat vier uur duurde, en tevens de eerste keer die plaatsvindt in Canada sinds de editie 1997, die berucht is vanwege het "Montreal Screwjob" incident.

## Matches
| Nr | Wedstrijd | Winnaar(s)                        | Opmerkingen                                                                               | Bron  |
| -- | --- | --------------------------------- | ----------------------------------------------------------------------------------------- | ----- |
| 1p | TJ Perkins, Rich Swann & Noam Dar vs. Tony Nese, Drew Gulak & Ariya Daivari | TJ Perkins, Rich Swann & Noam Dar | 6-man tag team match.                                                                     | [ 2 ] |
| 2p | Kane vs. Luke Harper | Kane                              | Eén-op-één match.                                                                         | [ 2 ] |
| 3  | Team Raw (Charlotte, Bayley, Nia Jax, Alicia Fox & Sasha Banks) (met Dana Brooke) vs. Team SmackDown (Becky Lynch, Alexa Bliss, Carmella, Naomi, and Natalya) | Team Raw                          | 5-tegen-5 Survivor Series elimination match.                                              | [ 2 ] |
| 4  | The Miz (c) (met Maryse) vs. Sami Zayn | The Miz                           | Eén-op-één match voor het WWE Intercontinental Championship.                              | [ 2 ] |
| 5  | Team Raw (Cesaro & Sheamus, Enzo Amore & Big Cass, Luke Gallows & Karl Anderson, The New Day (Big E & Kofi Kingston) en The Shining Stars (Epico and Primo) (met Xavier Woods) vs. Team SmackDown (American Alpha (Chad Gable & Jason Jordan), Breezango (Fandango & Tyler Breeze), Heath Slater & Rhyno, The Hype Bros (Mojo Rawley & Zack Ryder) en The Usos (Jimmy & Jey Uso) | Team Raw                          | 10-tegen-10 Survivor Series tag team elimination match.                                   | [ 2 ] |
| 6  | The Brian Kendrick (c) vs. Kalisto | The Brian Kendrick                | Eén-op-één match voor het WWE Cruiserweight Championship. Brian won door diskwalificatie. | [ 2 ] |
| 7  | Team SmackDown (AJ Styles, Bray Wyatt, Dean Ambrose, Randy Orton, en Shane McMahon) (met James Ellsworth) vs. Team Raw (Braun Strowman, Chris Jericho, Kevin Owens, Roman Reigns, en Seth Rollins) | Team Raw                          | 5-tegen-5 Survivor Series elimination match.                                              | [ 2 ] |
| 8  | Goldberg vs. Brock Lesnar | Goldberg                          | Eén-op-één match.                                                                         | [ 2 ] |